# Sorex ornatus
Sorex ornatus là một loài động vật có vú trong họ Chuột chù, bộ Soricomorpha. Loài này được Merriam mô tả năm 1895.